# 22530 Гуанг-Ле
22530 Гуанг-Ле (22530 Huynh-Le) — астероїд головного поясу, відкритий 20 березня 1998 року.
Тіссеранів параметр щодо Юпітера — 3,582.